# Microcacia albosignata
Microcacia albosignata là một loài bọ cánh cứng trong họ Cerambycidae.